# ليو بيرد
ليو بيرد (بالإنجليزية: Leo Byrd) مواليد 14 أبريل 1937 في هنغتينغتون، هو لاعب كرة سلة أمريكي. تم اختياره من قبل فريق سكرامنتو كينغز خلال الدرافت. يحمل الرقم 44. يبلغ طوله 6 قدم 1 بوصة (1.9 م). حقق المركز الأول في دورة الألعاب الأمريكية 1959.

## الميداليات
| الميدالية | المسابقة                    |
| --------- | --------------------------- |
| ذهبية     | دورة الألعاب الأمريكية 1959 |

## روابط خارجية
- ليو بيرد على موقع سبورتس رفرنس (الإنجليزية)
- ليو بيرد على موقع كلية كرة السلة في سبورتس رفرنس.كوم (الإنجليزية)
- ليو بيرد على موقع ريلجم (الإنجليزية)